# ハンザ・ブランデンブルク CC

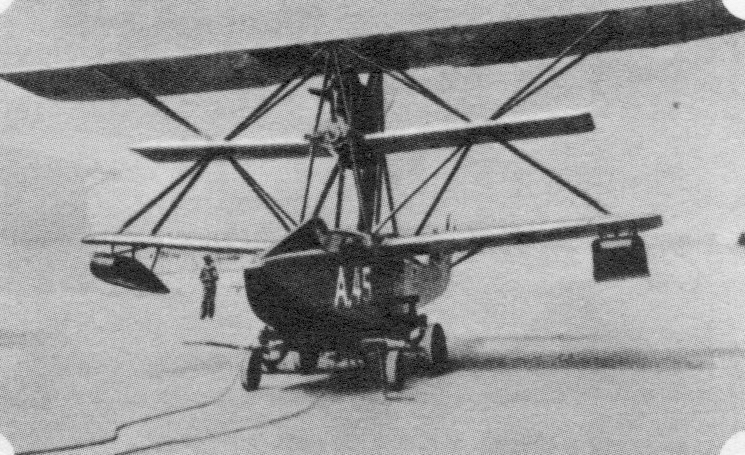
ハンザ・ブランデンブルク CC（三葉形式に改装された試験機）

ハンザ・ブランデンブルク CCは、ドイツ帝国のハンザ・ブランデンブルク（Hansa und Brandenburgische Flugzeug-Werke）が開発した、単発複葉単座の戦闘飛行艇（水上戦闘機）。第一次世界大戦中の1916年に初飛行。設計主務者はエルンスト・ハインケル。"CC"とは、ハンザ・ブランデンブルクの出資者であるカミリオ・カスティリオーニ（Camilio Castiglioni）のイニシャルからとられている。

## 概要
本機は第一次世界大戦中に活躍した戦闘飛行艇の1つで、本国ドイツよりもオーストリア＝ハンガリー帝国海軍航空隊での活躍で有名である。機体塗装はクリアドープのみのナチュラルフィニッシュが基本で、一部艇体下面をライトグレーに塗装した物が在る位である。また、翼間支柱は「星状支柱」と呼ばれる独特の形状だったが、後年通常の形に改良されている。
生産はハンザ・ブランデンブルク社だけでなくオーストリアのフェニックス社も参加、140機前後が生産されている。また、エンジンがベンツ直列、アウストロダイムラー直列、ヒエロ直列の物、機銃がlMG08/15 シュパンダウの物とシュワルツローゼ M.07の物など幾つかのバリエーションが生じている。
オーストリア＝ハンガリーではアドリア海沿岸の作戦に投入され、イタリア機に対しその優速性で対抗したといわれている。なお、当機はオーストリア海軍航空隊のエース、ゴットフリート・フォン・バンフィールド大尉の乗機としても知られている。

## 性能諸元
- 全幅：9.30m
- 全長：7.70m
- 全高：3.58m
- 翼面積：26.5m2
- 空虚重量：716kg
- 全備重量：2,100kg
- 発動機：ベンツ製Bz III水冷直列6気筒×1
- 出力：150馬力
- 最高速度：175km/h
- 飛行継続時間：3.5時間
- 実用飛行上限高度：4,300m
- 乗員：1名
- 武装：lMG08/15 シュパンダウ 7.92mm機銃×1または×2